# 1016 هـ
1016 هـ هي سنة في التقويم الهجري امتدت مقابلةً في التقويم الميلادي بين سنتي 1607 و1608.

## وفيات
- إبراهيم شريفي الكرماني
- محب الدين الحموي